# یولیوس اشترایشر
یولیوس اشترایشر (به آلمانی: Julius Streicher) (زاده ۱۲ فوریه ۱۸۸۵ - درگذشته ۱۶ اکتبر ۱۹۴۶) یک سیاستمدار آلمانی و از سال ۱۹۲۹ تا ۱۶ فوریه ۱۹۴۰ گاولایتر فرانکونی بود. وی همچنین ناشر هفته‌نامهٔ نازی در «اشتورمر» بود. وی در دادگاه نورنبرگ به مرگ محکوم شد.

## اوایل زندگی
وی در فلاینهاوزن در امپراتوری آلمان زاده شد و یکی از نه فرزند آموزگاری به نام فریدریش اشترایشر و همسرش آنا بود. در جوانی برای مدّتی هم‌چون پدرش آموزگار مدرسه ابتدایی بود. در سال ۱۹۱۳ با دختر یک نانوا در نورنبرگ ازدواج کرد که حاصل این ازدواج دو پسر به نام‌های لوتهار و المار بودند. وی در ۱۹۱۴ برای شرکت در جنگ جهانی اول به ارتش پیوست و در جنگ به وی مدال صلیب آهنین درجه یک و دو نیز اعطا شد، هرچند برخی گزارش‌ها از عملکرد ضعیف او در جبهه حکایت می‌کنند. پس از پایان جنگ به نورنبرگ بازگشت و شغل آموزگاری را از سر گرفت، امّا در سال ۱۹۱۹ به دلایل نامعلومی ناگهان تبدیل به یک ضد یهود افراطی شد.

## فعالیت‌های سیاسی اولیه
وی در فوریه ۱۹۱۹ به عضویت یک سازمان ضدیهودی ناسیونالیستی درآمد. در ۱۹۱۹ یا ۱۹۲۰ به حزب سوسیالیست آلمان پیوست که از بسیاری جهات نزدیک به حزب تازه‌کار نازی بود. وی شاخه حزب را در نورنبرگ ایجاد کرد و در گسترش آن نقش داشت.
اشترایشر با بسیاری از سازمان‌های سوسیالیستی و ضدیهودی در آلمان ارتباط داشت و سخنانش علیه یهودیان به حدی بود که رهبر اتحادیه کارگران آلمان وی را فردی خطرناک دانست و او را به دلیل نفرتش از یهودیان و دیگر نژادهای خارجی مورد انتقاد قرار داد.

## نازیسم
وی در سال ۱۹۲۱ بازدیدی از مونیخ داشت و برای شنیدن سخنرانی آدولف هیتلر به محل سخنرانی رفت؛ اتفاقی که زندگی او را تغییر داد. خود او دربارهٔ این تجربه این چنین می‌گوید:
یک روز زمستانی در سال ۱۹۲۲ بود… من به عنوان فردی ناشناس در سالن بزرگ بورگربرویهاوز نشستم… همه با هیجان به نظر می‌آمدند. ناگهان فریادی شنیدم: «هیتلر دارد می‌آید.» هزاران مرد و زن از جای خود به بالا پریدند؛ مانند آنکه نیروی اسرارآمیزی آنان را به حرکت درآورده باشد. آنان فریاد زدند: «هایل هیتلر! هایل هیتلر!» و او بر روی جایگاه مخصوص ایستاد… سپس من دانستم که این آدولف هیتلر فردی خارق‌العاده است… این فرد همان کسی است که می‌تواند با قدرت روح آلمانی و قلب آلمانی زنجیرهای برده‌داری را بشکند و از بین ببرد. بله! بله! این فرد در جایی که دروازه‌های جهنم باز است تا همه چیز را با خود پایین بکشد، هم‌چون یک پیام‌آورنده از بهشت صحبت می‌کرد و زمانی که او سخن خود را به پایان رساند و زمانی که جمعیت با خواندن ترانهٔ «Deutschland» سقف را تکان می‌دادند، من با عجله به سوی صحنه هجوم بردم.
اشترایشر باور داشت که سرنوشت او این است که به هیتلر خدمت کند. وی در همان سال به حزب نازی پیوست. در می ۱۹۲۳ هفته‌نامه در اشتورمر (به معنای مهاجم) را پایه‌گذاری کرد. این هفته‌نامه به یکی از پرسروصداترین و افراطی‌ترین نشریات ضدیهودی در آلمان تبدیل شد.
اشترایشر در نوامبر ۱۹۲۳ در کودتای مونیخ شرکت کرد. او در جریان کودتا در ردیف جلو همراه با هیتلر حرکت می‌کرد. وی به دلیل شرکت در کودتا از کار خود به عنوان آموزگار در مدرسه تعلیق شد ولی وفاداری وی به هیتلر، او را تبدیل به یکی از معدود دوستان صمیمی‌اش کرد. حتی هیتلر در کتاب نبرد من از اشترایشر به دلیل تلاشش برای پیوستن حزب سوسیالیست آلمان به حزب نازی تمجید می‌کند. هیتلر چنین کاری را برای موفقیت ناسیونال سوسیالیست‌ها ضروری می‌دانست. هنگامی که هیتلر در ۲۰ دسامبر ۱۹۲۴ از زندان آزاد شد، اشترایشر یکی از معدود پیروانش بود که در آپارتمانش در مونیخ منتظر او بود.
وی در سال ۱۹۲۵ به عنوان گاولایتر فرانکونی منصوب شد که به نوعی پاداش وفاداری او بود. گرچه این سمت در آن زمان تنها یک سمت حزبی و بدون قدرت واقعی بود، امّا در سال‌های پایانی جمهوری وایمار که نازی‌ها روزبه‌روز در حال قدرت گرفتن بودند، گاولایترها رهبران منطقه‌ای حزب محسوب می‌شدند.

## در اشتورمر

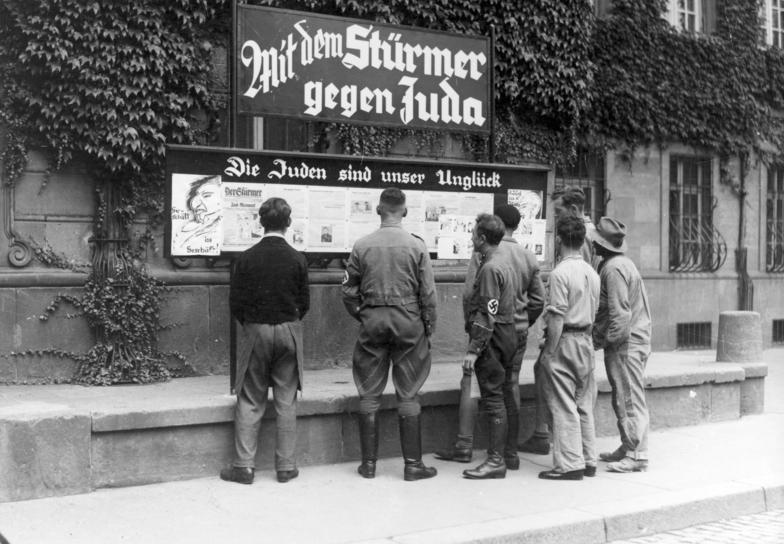
شهروندان آلمانی در حال خواندن هفته‌نامه در اشتورمر که در سطح شهر پخش شده است، شهر ورمس، ۱۹۳۳

اشترایشر از هفته‌نامه در اشتورمر نه تنها به عنوان بلندگویی برای حملات نژادپرستانه‌اش، بلکه برای زیر سؤال بردن شهرت یهودیان مشهور در آلمان به وسیلهٔ پروپاگاندا استفاده می‌کرد. به عنوان مثال این هفته‌نامه، یولیوس فلایشمان یکی از مقامات یهودی شهر نورنبرگ را متهم کرده بود که در زمان خدمت در جنگ جهانی اوّل از قرارگاهش جوراب می‌دزدید. گرچه فلایشمان در دادگاه اثبات کرد که این ادّعا بی‌اساس است و اشترایشر به پرداخت ۹۰۰ مارک محکوم شد، امّا شهرت وی ضربهٔ بدی خورد. شعار کارکنان در اشتورمر چنین بود: «Die Juden sind unser Unglück» (یهودیان بدبختی ما هستند)
مخالفان اشترایشر از او به مقامات بالاتر شکایت می‌بردند که اظهارات اشترایشر علیه یهودیان نظیر تهمت خون زمینه مذهبی دارد و خلاف قوانین است. اشترایشر این‌طور اظهار می‌کرد که اتهاماتی که وی علیه یهودیان به کار می‌برد، مربوط به نژاد است نه مذهب و این سخنان سیاسی هستند که طبق قانون اساسی آلمان جرم نیست. وی همچنین قتل‌هایی که در آن هویت قاتل مشخص نبود، به‌ویژه قتل زنان و کودکان را در هفته‌نامه‌اش به یهودیان نسبت می‌داد.
یکی از موضوعاتی که اشترایشر همواره آن را در هفته‌نامه‌اش مطرح می‌کرد، ادّعای اعمال خشونت جنسی علیه زنان آلمانی توسط یهودیان بود. وی این موضوع را در هفته‌نامه‌اش همراه با تصاویر نیمه‌پورن پوشش می‌داد. تصویر یهودیان به عنوان انسان‌های پست و شیطان مرتباً در این هفته‌نامه به چاپ می‌رسید. این تصاویر باعث می‌شد که مردم آلمان تصویری غیرانسانی از یهودیان پیدا کنند. هیتلر از این هفته‌نامه کاملاً حمایت می‌کرد و اعلام کرده بود که «در اشتورمر» نشریهٔ مورد علاقه‌اش است.

## بر سر قدرت
آوریل ۱۹۳۳، پس از اینکه گاولایترها افزایش قدرت چشمگیری یافتند، اشترایشر دستور تحریم یک روزه کلیه کسب و کارهای یهودیان در فرانکونی را صادر کرد. این تحریم در واقع به منظور ارزیابی آمادگی جامعه برای اقدامات ضدیهودی بعدی سازمان‌دهی شده بود. مردم به وی به دلیل انجام اقداماتی از این قبیل لقب «پادشاه نورنبرگ»، «هیولای فرانکونی» و «پیشوای فرانکونی» داده بودند.
اشترایشر در یک تجمع بزرگ ضدیهودی در سال ۱۹۳۵ گفت که یهودیان در حال آماده‌سازی برای بزرگ‌ترین قتل آئینی تاریخ هستند؛ جنگی جدید. او یهودیان را دشمنان نژادی ابدی آلمانی‌ها خواند و آن‌ها را متهم به نمایندگی سرمایه‌داری شرور و مارکسیسم شرور کرد و آن‌ها را مسئول تورم، رکود و بیکاری دانست. او مدّعی شد ۹۰ درصد از تن‌فروشان در آلمان توسط یهودیان به این عمل سوق داده شده‌اند.
اشترایشر در سال ۱۹۳۸ و در جریان تخریب‌های شب بلورین دستور نابودی کنیسه بزرگ نورنبرگ را داد. بعدها اعلام کرد علّت این دستور تنها این بوده که این بنا از نظر هنر معماری مورد تأیید نبوده است و شهر را از زیبایی انداخته بود.

## سقوط
افراط اشترایشر حتی از طرف دیگر نازی‌ها نیز محکوم می‌شد. رفتارهای وی غیرمسئولانه و موجب شرمساری رهبر حزب خوانده می‌شد و هرمان گورینگ که در سلسله مراتب نازی بعد از هیتلر قرار می‌گرفت، از وی اعلام انزجار کرده و حتی خواندن «در اشتورمر» را برای افراد ستادش ممنوع کرده بود.
گرچه وی رابطهٔ نزدیکی با هیتلر داشت ولی از سال ۱۹۳۸ به بعد از قدرت او کاسته شد. او متهم به نگهداری اموال یهودیان پس از شب بلورین شده بود. همچنین وی اتهامات نادرستی را به هرمان گورینگ و خانواده‌اش نسبت داده بود. (مانند اینکه ادا گورینگ دختر هرمان گورینگ به روش درون‌کاشت مصنوعی آبستن شده است) گاولایترهای دیگر نیز از او شاکی بودند و می‌گفتند که اشترایشر به آن‌ها ناسزا می‌گوید. در نهایت وی در فوریه ۱۹۴۰ از سمت‌هایش برکنار و از انظار عموم پنهان شد، گرچه هم‌چنان به انتشار هفته‌نامه «در اشتورمر» ادامه می‌داد.
هیتلر، حتی با وجود بدنامی اشترایشر، دوستی خود را با او ادامه داد.

## دستگیری، محاکمه و اعدام

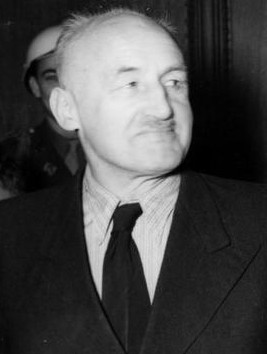
اشترایشر در دادگاه

وی پس از تسلیم آلمان در جنگ جهانی دوم و ورود متفقین به خاک آلمان در می ۱۹۴۵، با منشی سابق خود ازدواج کرد. همسر سابق وی دو سال پیش درگذشته بود. وی در نهایت در ۲۳ می ۱۹۴۵ در شهر وایدرینگ در اتریش توسط نیروهای آمریکایی دستگیر شد.
وی برای محاکمه به دادگاه نورنبرگ فرستاده شد. در دادگاه ادّعا کرد که پس از دستگیری توسط سربازان متفقین مورد اذیت و آزار قرار گرفته است. هرچند او عضو ارتش نبود یا در برنامه‌ریزی هولوکاست یا حمله به دیگر کشورها نقشی نداشت ولی نقش محوری وی در تحریک احساسات نژادپرستانه علیه یهودیان برای برگزارکنندگان دادگاه کافی بود تا او را در رده بالاترین جنایتکاران جنگی در اصلی‌ترین دادگاه برگزارشده در نورنبرگ قرار دهند. وی به روند دادگاه اعتراض داشت و ادّعا می‌کرد که تمامی قضات یهودی‌اند! بیشتر اسنادی که در دادگاه علیه وی استفاده شدند، از میان سخنرانی‌ها یا مقالات خود وی در طول سالیان جمع‌آوری شده بود. گرچه وی خود مرتباً تکرار می‌کرد که از هولوکاست اطلاعی نداشته است، امّا تمام شواهد، عکس این موضوع را اثبات می‌کرد. وی در دادگاه مرتباً یهودیان، متفقین و خود دادگاه را مورد حمله قرار می‌داد و بارها توسط افسران حاضر در دادگاه ساکت می‌شد. حتی دیگر متهمان نیز از او دوری می‌کردند.
وی از اتهام جنایت علیه صلح تبرئه شد، امّا به جرم جنایت علیه بشریت به اعدام با طناب دار محکوم شد و در نهایت در ۱۶ اکتبر ۱۹۴۶ به دار آویخته شد. وی در پایین چوبه دار با گریه فریاد زد: «هایل هیتلر!» هنگامی که از جایگاه بالا رفت گفت: «پوریم‌فست» که مشخصاً به واقعه پوریم اشاره داشت. پیش از آنکه سرباز جلاد طناب دار را بر گردن اشترایشر بگذارد، وی خطاب به آن سرباز گفت: «بلشویک‌ها یک روز تو را به دار خواهند آویخت.» همچنین هنگامی که طناب دار بر گردن او پیچیده شد، وی ظاهراً گفته است: «آدله، همسر عزیزم!» و این آخرین کلمات او پیش از مرگ بود.
با این حال شاهدان اعدام وی گزارش داده‌اند که اعدام وی به درستی پیش نرفت و مرگ سریع و بی‌دردسری در انتظار او نبود. جوزف کینگزبری-اسمیت که خبرهای مربوط به اعدام‌ها را پوشش می‌داد، گزارش داده که اشترایشر پس از خالی شدن زیر پایش از طناب دار، زنده آویزان ماند و جلاد خود مداخله کرد تا کار را تمام کند. به گزارش اسمیت، آن سرباز نه‌تنها هیچ اصراری نداشت که کار را درست انجام دهد، بلکه به آن افتخار هم می‌کرد.
جنازهٔ وی و نه فرد اعدام‌شدهٔ دیگر در کنار جنازهٔ هرمان گورینگ که پیش از اعدام خودکشی کرده بود، به اوستفریدهوف فرستاده شد و در آنجا اجساد سوزانده و خاکستر آن‌ها به رود ایسار ریخته شد.

## جستارهای ویژه
- دادگاه نورنبرگ